# Contea di Horry
La contea di Horry (in inglese Horry County) è una contea dello Stato della Carolina del Sud, negli Stati Uniti. La popolazione al censimento del 2020 era di 351 029 abitanti. Il capoluogo di contea è Conway.
La contea costituisce l'area metropolitana di Myrtle Beach.

## Geografia
La contea si trova nell'angolo nord-est dello Stato, al confine con la Carolina del Nord, e si affaccia sull'Oceano Atlantico. Si tratta della contea con la maggior superficie dello Stato. Il confine ovest è segnato dai fiumi Lumber, Little Pee Dee e Great Pee Dee. La costa è una lunga spiaggia sabbiosa. Nella contea si trova parte dell'Intracoastal Waterway. La Coastal Carolina University ha sede a Conway.

### Contee confinanti
- Contea di Robeson (Carolina del Nord) - nord
- Contea di Columbus (Carolina del Nord) - nord-est
- Contea di Brunswick (Carolina del Nord) - est
- Contea di Georgetown - sud
- Contea di Marion - ovest
- Contea di Dillon - nord-ovest

## Storia
Nel XVII secolo la regione era abitata da nativi parlanti lingue Siouan. Fino all'inizio del XVIII secolo la costa era infestata dai pirati, compreso Barbanera. La contea venne istituita nel 1801 e fu chiamata così in onore di Peter Horry, che combatté nella guerra d'indipendenza americana.

## Comuni

### Cities
- Conway (capoluogo)
- Loris
- Myrtle Beach
- North Myrtle Beach

### Towns
- Atlantic Beach
- Aynor
- Briarcliffe Acres
- Surfside Beach

### Census-designated places
- Bucksport
- Carolina Forest
- Finklea
- Forestbrook
- Garden City
- Green Sea
- Homewood
- Ketchuptown
- Little River
- Live Oak
- Red Hill
- Socastee